# G1期からS期への移行

細胞周期

本項目では、細胞が成長するG1期とDNAの複製が行われるS期の境界の細胞周期段階の現象について記載する。このG1期からS期への移行（英: G1/S transition）の段階は、細胞周期の完全性を保証する細胞周期チェックポイントによって制御されている。細胞はこの移行時に、環境要因や分子的なシグナル伝達による入力に基づいて、静止状態となる（G0期に移行する）か、分化するか、DNA修復を行うか、増殖を行うかを決定する。G1期からS期への移行時における、高度に調節されたチェックポイントの欠如や不適切な利用は、細胞の形質転換やがんなどの疾患状態を引き起こす可能性がある。
この移行時にはサイクリンD-CDK4/6二量体はRbタンパク質をリン酸化し、転写因子E2Fを遊離させる。その後、E2FはG1期からS期への移行を駆動する。G1期からS期への移行は、DNAが損傷を受けている場合に細胞周期を停止することを目的として、転写因子p53による調節を受ける。
この移行は細胞が分裂に従事する「回帰不能点」であり、その時点は酵母ではSTART、多細胞真核生物では制限点（R点）と呼ばれている。細胞がこの移行時点を通過した場合には、細胞周期の進行は分裂促進因子に依存せず、G1/S期の転写のポジティブフィードバックループによって進行が継続される。このポジティブフィードバックループにはG1期サイクリンとE2Fの蓄積が関係している。

## 細胞周期の概要
細胞周期は、細胞の成長と2つの娘細胞への分割をもたらす一連の順序立ったイベントからなる過程である。生み出された2つの娘細胞がこの周期を繰り返すため、細胞周期は直線的過程というよりはサイクルである。この過程は、細胞が成長しDNAのコピーを合成する間期と、細胞がDNAを分離して2つの新たな娘細胞へと分割される有糸分裂（M）期という主に2つの段階からなる。間期はさらにG1期、S期、G2期へと分けられ、M期は有糸分裂と細胞質分裂へと分けられる。細胞質分裂後のG1期の間、細胞は環境の成長因子を監視しながら成長し、閾値となるサイズ（など細胞種に特有のrRNAや総タンパク質量）を越えると、S期への進行を開始する。S期の間、細胞はM期のDNA分離に重要な中心体や微小管形成中心の複製も行う。DNA合成の完了後、細胞はG2期に移行し、有糸分裂に備えて成長を続ける。有糸分裂は前期、中期、後期、終期といったサブ段階から構成される。有糸分裂中は、DNAは染色体へと凝縮され、紡錘体によって整列されて分離される。複製されたDNAがそれぞれ細胞の反対側の極へ分離されると、細胞質分裂の過程で細胞質は2つへ分割され、2つの娘細胞が形成される。

## 細胞周期の調節
生体内の大部分の過程と同様、腫瘍の形成につながる変異細胞の形成や無制御な細胞分裂を防ぐため、細胞周期は高度な調節を受けている。細胞周期の制御は生化学的な基盤を持ち、成熟促進因子（MPF）のタンパク質が一連のチェックポイントに基づいてある段階から次の段階への移行を制御している。MPFはサイクリンとサイクリン依存性キナーゼ（Cdk）からなるタンパク質二量体で、細胞周期のさまざまな時点で結合して細胞周期の進行を制御する。サイクリンがCdkに結合すると、Cdk活性化されて他のタンパク質のセリン・スレオニン残基をリン酸化し、活性化や分解を引き起こすことで細胞周期の移行を可能にする。

### G1期からの移行
G1期の中盤から終盤にかけて、Cdk4/6に結合したサイクリンDはS期サイクリン-Cdkの構成要素の発現を活性化するが、S期サイクリンがG1期のうちに活性化されることは望ましくない。そのため、阻害因子であるSlc-1がS期サイクリン-Cdk二量体と相互作用し、S期への移行の準備が整うまで不活性状態に維持している。細胞が成長してDNAを合成する準備が整うと、G1期サイクリン-CdkはS期サイクリン阻害因子をリン酸化し、ユビキチン化を引き起こす。阻害因子のユビキチン化はSCF/プロテアソームによる分解のシグナルとなり、分解の結果S期サイクリン-Cdkは遊離して活性化され、細胞はS期へ移行する。S期に入ると、サイクリン-CdkはDNA複製複合体のいくつかの因子をリン酸化し、複製複合体からの阻害タンパク質の離脱や複製開始を誘導する構成要素の活性化を引き起こすことでDNA複製を促進する。

### Rbタンパク質とG1/S期の移行

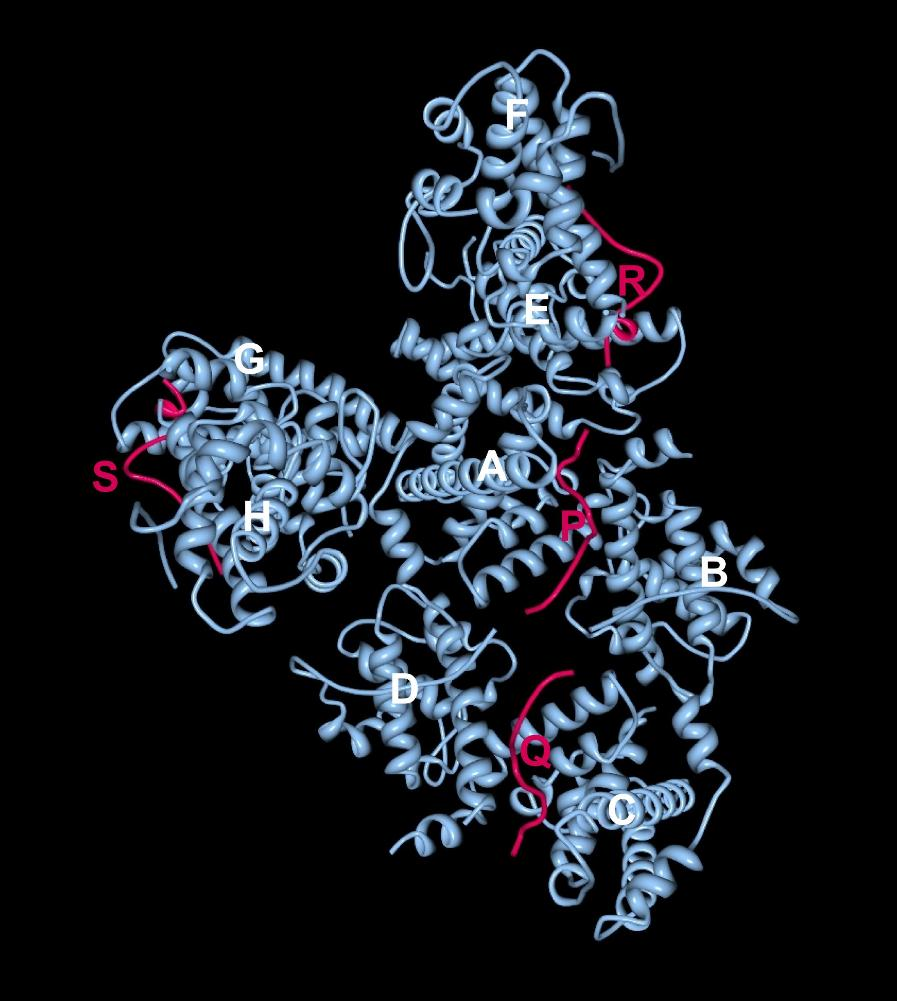
E2Fに結合したpRbの結晶構造

G1期の中盤における他の重要な二量体は、Rbタンパク質（pRb）と転写因子E2Fから構成される。pRbがE2Fに結合している場合、E2Fは不活性状態である。サイクリンDが合成されてCdk4/6が活性化されると、サイクリン-Cdk複合体はpRbをリン酸化の標的とする。pRbはリン酸化に伴ってコンフォメーションが変化し、その結果E2Fは遊離して活性化され、遺伝子の上流に結合して遺伝子発現を開始する。具体的には、E2FはサイクリンE、Aなど他のサイクリンやDNA複製に必要な遺伝子の発現が駆動される。サイクリンEはpRBのさらなるリン酸化を誘導してE2Fをさらに活性化し、サイクリンEの発現をさらに促進する。サイクリンEはCdk2とも相互作用し、G1期からS期への進行を駆動する。

### 腫瘍形成におけるRbタンパク質の役割
Rbの変異は目のがんの原因となる。pRbが変異して機能を喪失すると、E2Fを阻害することができなくなる。そのため、E2Fは常に活性化状態となり、G1期からS期への進行を駆動し続けることとなる。その結果、調節を受けない細胞成長と分裂によって目に腫瘍が形成される。

## 細胞周期チェックポイント
適切な細胞分裂を保証するため、細胞周期の進行を監視して異常時には進行を停止させる多数のチェックポイントが利用される。これらのチェックポイントには、4つのDNA損傷チェックポイント、G2期終盤の未複製DNAに対するチェックポイント、有糸分裂時の紡錘体チェックポイント、染色体分離チェックポイントなどがある。

### 調節因子としてのp53

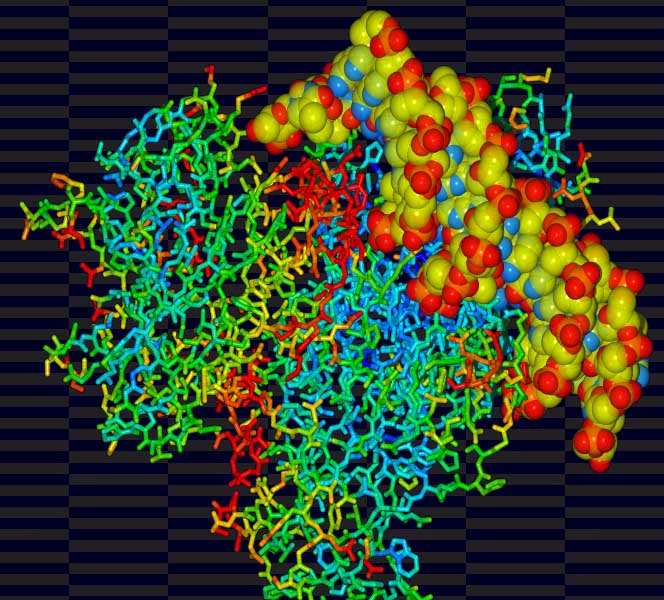
p53-DNA複合体

G1期とS期には、細胞分裂に先立って適切な成長とDNA合成を保証する3つのDNA損傷チェックポイントが存在する。G1期の間、S期への移行の前、そしてS期の間に損傷したDNAはATMやATRの発現を引き起こす。ATM/ATRはその後、転写因子p53を安定化して活性化する。その結果、p53はp21CIPなどの遺伝子の上流領域に結合できるようになり、発現が誘導される。p21CIPは存在する全てのサイクリン-Cdkに結合して阻害し、DNA損傷が修正されるまで細胞周期を停止させる。

### DNA損傷チェックポイントにおける他の過程
4つのDNA損傷チェックポイントのうち、2つにはp53の活性化以外のDNA損傷監視過程が存在する。S期への移行時やS期の間、ATM/ATRはChk1/2を活性化することで、サイクリン-Cdkの活性化を担うCdc25Aを阻害する。活性化が阻害されることで、細胞は移行することができなくなる。S期に損傷したDNAを複製すると細胞やさらには生体全体にまで悪影響が及ぶ可能性があるため、これら2つのチェックポイントには追加の制御過程が存在する。